# Büdesheim (Schöneck)
Büdesheim ist ein Ortsteil der Gemeinde Schöneck im hessischen Main-Kinzig-Kreis.

## Geographie
Büdesheim liegt am Rande der Wetterau in der naturräumlichen Teileinheit Heldenbergener Wetterau. Die Bundesstraße 521 führt durch den Ort. Büdesheim liegt an der Bundesbahnstrecke Bad Vilbel–Stockheim, der sogenannten Niddertalbahn, an der eine Haltestelle besteht.

## Geschichte
Die früheste erhaltene Erwähnung des Dorfes stammt von 802 als Butensheim. Danach wandelte sich der Ortsname über Budensheim (1015) und Buodenesheim (1017) zum heutigen Namen. Büdesheim gehörte zum Freigericht Kaichen, das im 15. Jahrhundert unter die Herrschaft der Burggrafschaft Friedberg kam. Mit diesem fiel es 1806 an Hessen-Darmstadt.
Hier galt das Partikularrecht des Freigerichts Kaichen, die Friedberger Polizeiordnung. 1679 wurde sie erneuert und gedruckt. Damit ist sie zum ersten Mal schriftlich fassbar. Sie behandelte überwiegend Verwaltungs-, Polizei- und Ordnungsrecht. Insofern blieb für den weiten Bereich des Zivilrechts das Solmser Landrecht die Hauptrechtsquelle. Das Gemeine Recht galt darüber hinaus, wenn all diese Regelungen für einen Sachverhalt keine Bestimmungen enthielten. Diese Rechtslage blieb auch im 19. Jahrhundert geltendes Recht, nachdem Büdesheim an das Großherzogtum Hessen übergegangen war. Erst das Bürgerliche Gesetzbuch vom 1. Januar 1900, das einheitlich im ganzen Deutschen Reich galt, setzte dieses alte Partikularrecht außer Kraft.
Ein örtliches Rittergut kaufte im 17. Jahrhundert der wirtschaftlich außerordentlich erfolgreiche Verleger und Buchhändler Thomas Matthias Götze, ein Schwiegersohn von Matthias Merian (d. Ä.).
Von 1821 bis 1853 gehörte Büdesheim zum Bezirk des Landgerichts Großkarben, der 1853 aufgelöst wurde, dann bis 1879 zu dem des Landgerichts Vilbel, ab 1879 zu dem des Amtsgerichts Vilbel.

### Gebietsreform
Im Zuge der Gebietsreform in Hessen entstand die Gemeinde Schöneck am 31. Dezember 1970 durch den freiwilligen Zusammenschluss der zuvor eigenständigen Gemeinden Büdesheim, Kilianstädten und Oberdorfelden.
Für Büdesheim wie für alle ehemals eigenständigen Gemeinden von Schöneck wurde ein Ortsbezirk mit Ortsbeirat und Ortsvorsteher nach der Hessischen Gemeindeordnung gebildet.
Bis zu seinem Ausscheiden gehörte Büdesheim zu Landkreis Friedberg. Am 1. August 1972 wurde der Landkreis Friedberg durch das Gesetz zur Neugliederung der Landkreise Büdingen und Friedberg vom 11. Juli 1972 aufgelöst. Schöneck gehörte danach dem Main-Kinzig-Kreis an.

### Bevölkerung
Einwohnerentwicklung
| Büdesheim: Einwohnerzahlen von 1834 bis 2018 | Büdesheim: Einwohnerzahlen von 1834 bis 2018 | Büdesheim: Einwohnerzahlen von 1834 bis 2018 | Büdesheim: Einwohnerzahlen von 1834 bis 2018 | Büdesheim: Einwohnerzahlen von 1834 bis 2018 |
| --- | -------------------------------------------- | -------------------------------------------- | -------------------------------------------- | -------------------------------------------- |
| Jahr |                                              |                                              |                                              | Einwohner                                    |
| 1834 | 1834                                         |                                              | 808                                          | 808                                          |
| 1840 | 1840                                         |                                              | 814                                          | 814                                          |
| 1846 | 1846                                         |                                              | 821                                          | 821                                          |
| 1852 | 1852                                         |                                              | 825                                          | 825                                          |
| 1858 | 1858                                         |                                              | 896                                          | 896                                          |
| 1864 | 1864                                         |                                              | 924                                          | 924                                          |
| 1871 | 1871                                         |                                              | 895                                          | 895                                          |
| 1875 | 1875                                         |                                              | 867                                          | 867                                          |
| 1885 | 1885                                         |                                              | 940                                          | 940                                          |
| 1895 | 1895                                         |                                              | 1.013                                        | 1.013                                        |
| 1905 | 1905                                         |                                              | 1.112                                        | 1.112                                        |
| 1910 | 1910                                         |                                              | 1.204                                        | 1.204                                        |
| 1925 | 1925                                         |                                              | 1.290                                        | 1.290                                        |
| 1939 | 1939                                         |                                              | 1.296                                        | 1.296                                        |
| 1946 | 1946                                         |                                              | 2.009                                        | 2.009                                        |
| 1950 | 1950                                         |                                              | 2.106                                        | 2.106                                        |
| 1956 | 1956                                         |                                              | 2.141                                        | 2.141                                        |
| 1961 | 1961                                         |                                              | 2.518                                        | 2.518                                        |
| 1967 | 1967                                         |                                              | 2.677                                        | 2.677                                        |
| 1970 | 1970                                         |                                              | 3.052                                        | 3.052                                        |
| 1980 | 1980                                         |                                              | ?                                            | ?                                            |
| 1990 | 1990                                         |                                              | ?                                            | ?                                            |
| 2000 | 2000                                         |                                              | ?                                            | ?                                            |
| 2011 | 2011                                         |                                              | 3.888                                        | 3.888                                        |
| 2018 | 2018                                         |                                              | 4.197                                        | 4.197                                        |
| Datenquelle: Historisches Gemeindeverzeichnis für Hessen: Die Bevölkerung der Gemeinden 1834 bis 1967. Wiesbaden: Hessisches Statistisches Landesamt, 1968. Weitere Quellen: ; Gemeinde Schöneck:; Zensus 2011 |                                              |                                              |                                              |                                              |

Religionszugehörigkeit
| • 1961: | 1862 evangelische (= 73,95 %), 590 katholische (= 23,43 %) Einwohner |

## Religion
Etwa ab dem 16. Jahrhundert bis 1938 gab es im Ort eine jüdische Gemeinde mit eigener Synagoge. Der ehemalige jüdische Friedhof mit einigen Grabsteinen ist am östlichen Ortsrand der Gemeinde erhalten.
In Büdesheim befinden sich eine katholische und eine evangelische Kirche. Die Glasfenster in der evangelischen Kirche schuf 1907 die bekannte Werkstatt Rudolf und Otto Linnemann
aus Frankfurt.

## Wappen
Blasonierung: „Von Gold und Rot geteilt, oben ein wachsender rot-gekrönter und rot-bewehrter schwarzer Adler, unten ein goldener Dreispitzbalken (Zickzackbalken).“
Das Wappen wurde am 17. April 1957 durch das hessische Innenministerium genehmigt.
Der obere Teil des Wappens mit dem halben Reichsadler, der in ganzer Figur bereits im Gerichtssiegel im 18. Jh. erscheint, nimmt Bezug auf die ehemalige Zugehörigkeit des Ortes zur Burggrafschaft Friedberg. Der untere Teil stellt das Wappen des Burggrafen Johann Brendel von Homburg in verwechselten Farben dar.
Das Wappen wurde unter der Sachbearbeitung des Darmstädter Staatsarchivars Dr. Walter Gunzert in Zusammenarbeit mit dem Heraldiker Heinz Ritt, Bad Nauheim, entworfen. Es weicht von der im Buch „Hessisches Wappenbuch - Ortswappen“ veröffentlichten Fassung (dort nur ein Entwurf) deutlich ab.

## Kultur und Sehenswürdigkeiten

### Bauwerke
- Altes Schloss Büdesheim
- Neues Schloss Büdesheim

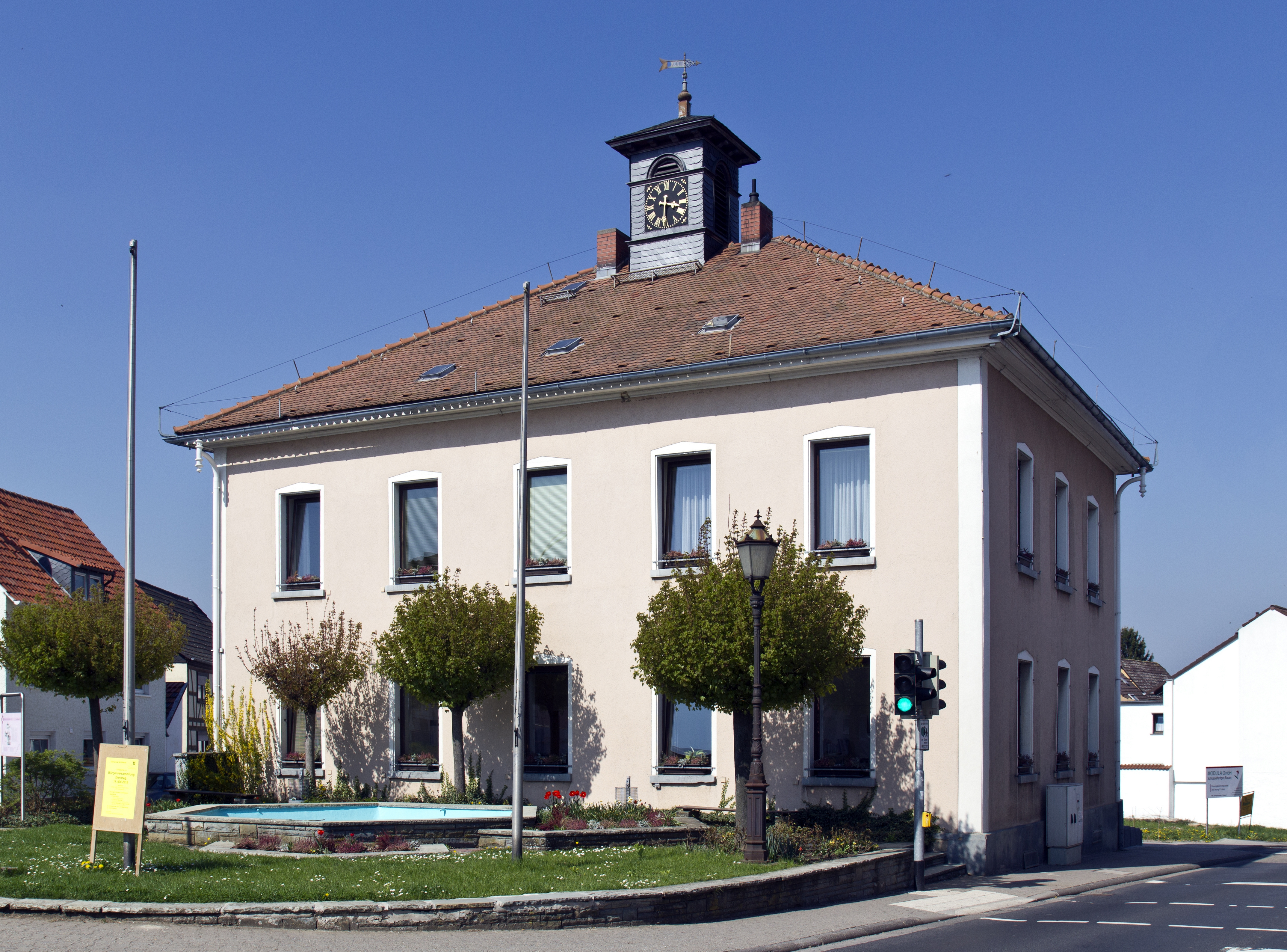
Das Rathaus in Büdesheim
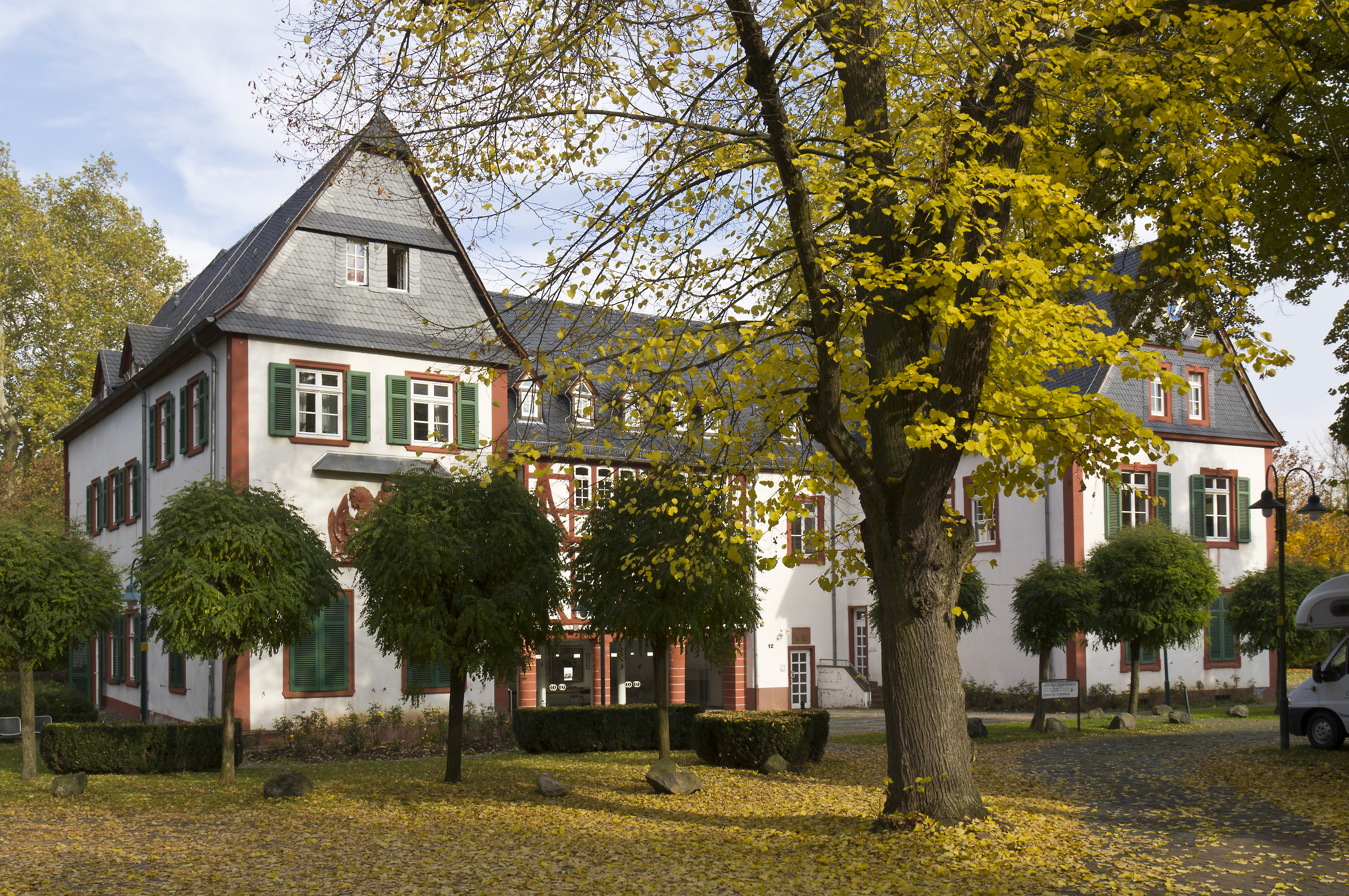
Altes Schloss Büdesheim
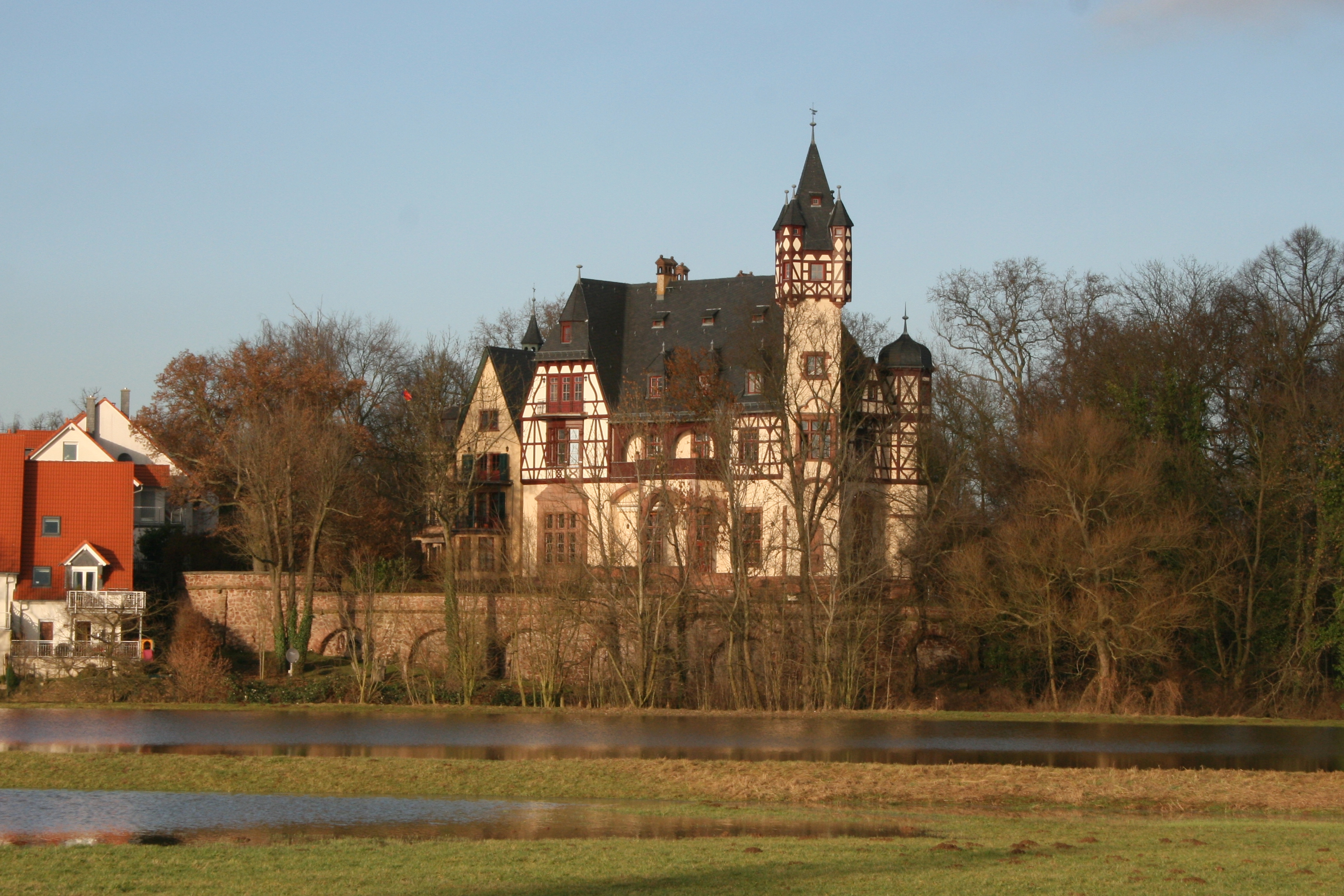
Neues Schloss Büdesheim
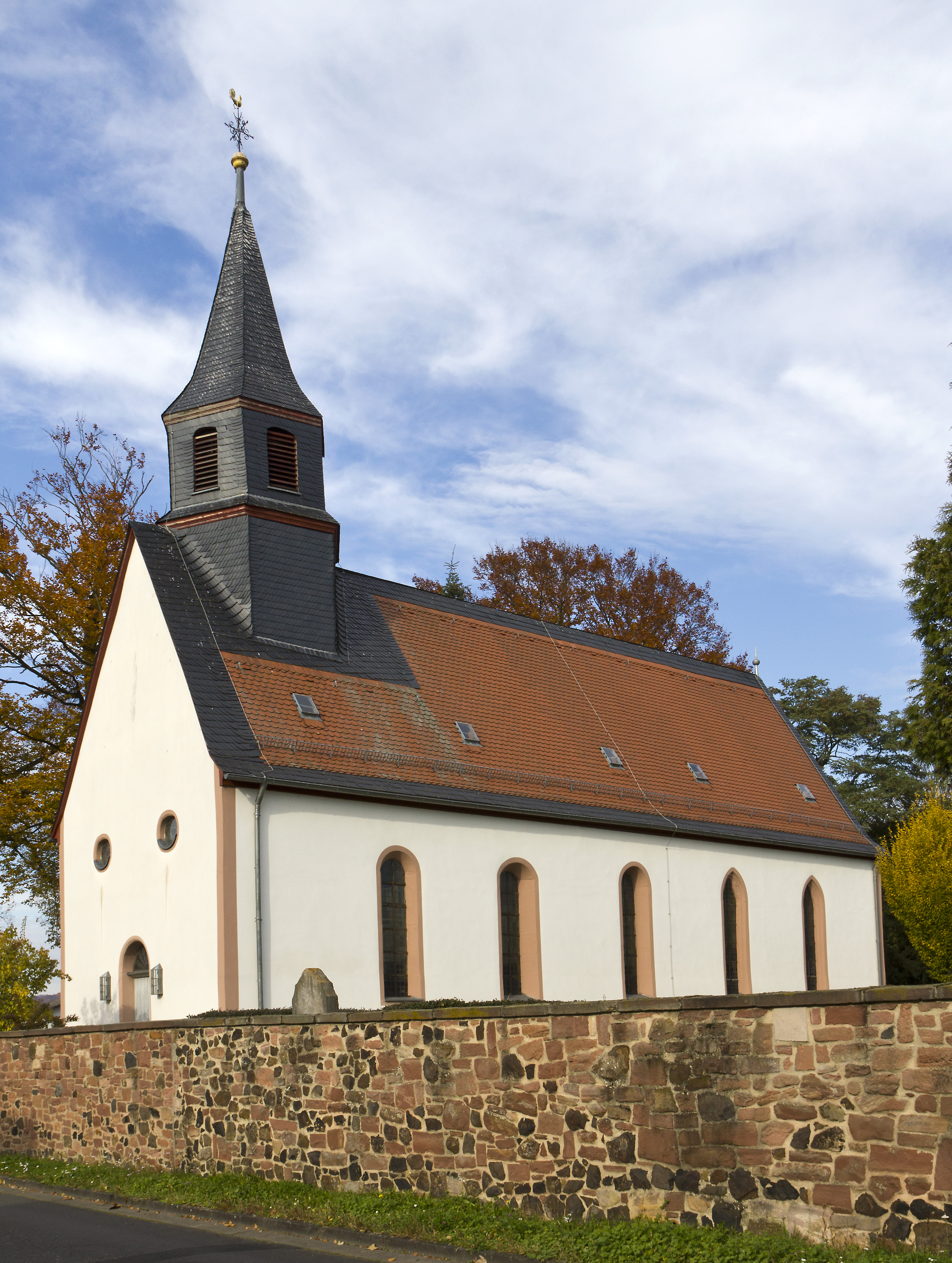
Evangelische Kirche

### Regelmäßige Veranstaltungen
- Das Büdesheimer Laternenfest findet jeweils am 1. Wochenende im August (Freitag–Montag) statt.

## Infrastruktur
Im Ort gibt es die Sterntaler-Grundschule, den Kinderhort mit Tagesstätte Löwenzahn sowie die Kindertagesstätte Sonnenwelle.

## Persönlichkeiten
- Vinzenz Fettmilch (zwischen 1565 und 1570–1616), einer der Anführer des Fettmilchaufstandes 1612 bis 1614 in Frankfurt am Main
- Carl Joseph Klein (1810–1864), Advokat und Mitglied des kurhessischen Landtags
- Jürgen Wölbing (1942–2009), Zeichner und Grafiker, lebte in Büdesheim